# Bartolome Pisani
Bartolome Pisani   (Itàlia i Constantinoble, 1811 - 1876) fou un compositor i director d'orquestra italià.
Va ser deixeble de Saverio Mercadante. Es donà conèixer per dues òperes: La Peri i Rosamunda. Després d'un llarg període de foscor, el 1859 se'l troba com a director del "teatre Naum" de Constantinoble, al que donà el 1863 l'òpera Ladislav. L'any següent es presentà a París com a director i compositor, sent molt aplaudit ambdós aspectes. A més de les obres ja citades, va compondre les òperes Rebecca (1865) i La gitana (1876), i un cant fúnebre a la memòria del seu mestre Mercadante al qual ell admirava, un Avemaria i nombroses melodies i peces per a piano.